# Giuseppe Mascara
Giuseppe Mascara (Caltagirone, 22 agosto 1979) è un allenatore di calcio ed ex calciatore italiano, di ruolo attaccante.

## Biografia
Dal 2002 è sposato con la beneventana  Ramona Taiani, conosciuta durante la stagione ad Avellino, con cui ha avuto quattro figli: Marcello, Francesco, Nicolò e Leonardo.

## Caratteristiche tecniche

### Giocatore
Era un attaccante che poteva ricoprire diversi ruoli dell'attacco: pur nascendo centravanti, in seguito venne principalmente impiegato (soprattutto a Catania) come ala sinistra, seconda punta o all'occorrenza trequartista.

## Carriera

### Giocatore

#### Club

##### Gli inizi
Nato a Caltagirone e cresciuto a Comiso, iniziò a giocare nell'oratorio della sua parrocchia. Il suo primo campo fu quello del Comiso, la squadra del suo paese. Lì fu notato da Emanuele Massari, allenatore delle giovanili del Ragusa, che lo prese nella sua squadra. A 16 anni esordì nel Campionato Nazionale Dilettanti con gli azzurri iblei, mettendo insieme 29 presenze e 5 gol in due stagioni.
Nell'estate del 1997 passò alla Battipagliese e in tre stagioni collezionò 10 reti in 48 partite e una doppia retrocessione dalla Serie C1 ai Dilettanti. Quindi l'Avellino lo prese a parametro zero e l'allenatore Aldo Ammazzalorso lo fece giocare come centravanti. Lì giocò 29 partite e segnò 16 gol in Serie C1, più 2 partite ed un gol (l'unico dei suoi) negli spareggi per la Serie B, persi contro il Catania.

##### Salernitana, Palermo e Genoa
Nel 2001 si accasa alla Salernitana, con cui ha esordito in Serie B il 26 agosto 2001 nel 2-0 contro la Sampdoria, segnando il suo primo gol; quindi passa al Palermo, voluto dall'allenatore Bortolo Mutti. La sua esperienza rosanero fu poco fortunata: dopo un ottimo inizio (alla sesta giornata era il secondo miglior cannoniere della categoria), un grave infortunio al malleolo, avuto nell'amichevole contro la Nissa disputata il 21 ottobre 2001, lo tenne fuori per mezza stagione e il secondo anno altri fastidi muscolari ne limitarono l'impiego. Chiuse l'esperienza palermitana con 38 presenze e 8 reti.
Nel gennaio 2003 fu acquistato dal Genoa in uno scambio alla pari con Paul Costantin Codrea che passa quindi in Sicilia. Con i rossoblù retrocedette in Serie C1 con 13 presenze e 2 gol.

##### Catania
Il 31 agosto 2003 passò al Catania. La sua stagione fu molto positiva: segnò 13 gol in 41 partite, risultando il capocannoniere (con Luís Oliveira) e il più presente in campo (con Guglielmo Stendardo) della sua squadra. Il patron del Catania, Luciano Gaucci, lo stimava tanto da avergli promesso mille euro ogni gol segnato.
Con la smobilitazione della società rossazzurra, il presidente Gaucci portò a Perugia tutti i pezzi pregiati, tra cui anche Mascara. Nella squadra biancorossa, l'ala sinistra segnò 4 gol in 37 partite.

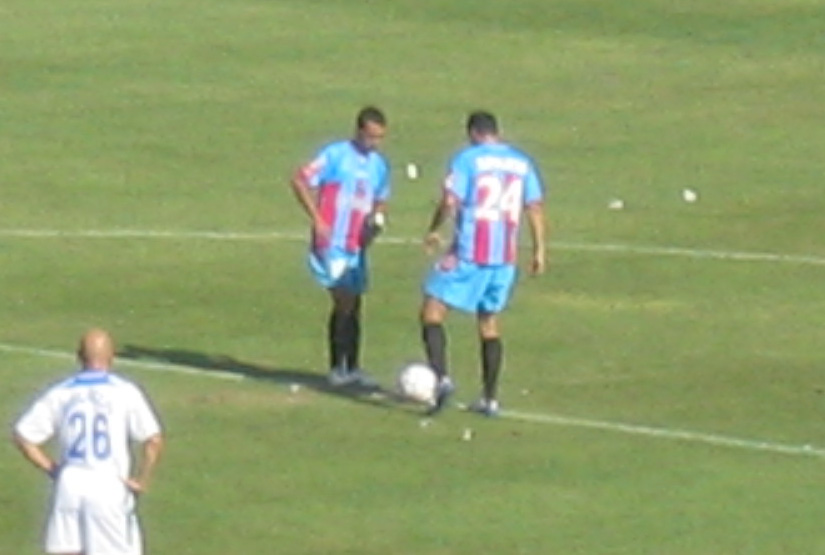
Mascara e Gionatha Spinesi durante un incontro con il nel 2006

La radiazione del Perugia consentì a Mascara il ritorno al Catania nell'estate 2005. Nel corso della stagione 2005-2006 contribuisce con 14 gol alla promozione della squadra rossazzurra in Serie A, ottenuta il 28 maggio 2006. Nello scontro diretto contro il Mantova segna la sua prima tripletta.
Il 10 settembre 2006 esordisce in massima serie nella sfida contro il Cagliari al Sant'Elia. Nel resto del campionato viene espulso tre volte nelle prime dodici giornate, gioca varie gare sottotono ed è afflitto da vari guai muscolari (l'ultimo contro il Siena, nel girone di ritorno). La prima stagione in Serie A si conclude con 28 partite giocate e 6 gol segnati.
A dicembre 2006, insieme ad altri sportivi siciliani, tra cui Giovanni Tedesco e Maddalena Musumeci, ha preso parte alla realizzazione del calendario 2007 della Onlus Associazione Siciliana per la lotta contro la leucemia ed i tumori dell'infanzia, il cui ricavato è stato devoluto all'ospedale Di Cristina di Palermo per la costruzione di una camera sterile.
Nella seconda stagione segna 4 gol in 35 partite. Dopo la doppietta contro l'Udinese, per il resto del campionato non sigla nessun'altra rete. Tuttavia, non colleziona alcuna espulsione.
Il 16 novembre 2008 realizza la sua prima tripletta in Serie A (la sua seconda in assoluto) nella vittoria per 3-2 contro il Torino, determinante per la 100ª vittoria in Serie A del Catania.
Il 1º marzo della stessa stagione agonistica, nel corso del derby contro il Palermo disputato allo Stadio Renzo Barbera (conclusosi con la clamorosa vittoria per 4-0 degli etnei), ha segnato un gol con un tiro al volo da 50 metri. Per questa rete, il 14 giugno 2009 ha ricevuto il premio come Miglior Goal dell'anno in occasione del Golden Goal 2009 tenutosi presso l'Hotel Parco dei Principi di Sorrento. Due giornate dopo è riuscito a riproporre la stessa prodezza contro l'Udinese con un pallonetto da 35 metri insaccatosi alla sinistra del portiere Emanuele Belardi. Il 17 maggio 2009 sigla il suo gol numero 100 da professionista nella partita di ritorno contro la Roma.
Il 12 marzo 2010 diventa il miglior marcatore della storia del Catania in Serie A, raggiungendo Adelmo Prenna a quota 29 reti, grazie ad un gol su rigore calciato "a cucchiaio" contro l'Inter (la partita finirà con il punteggio di 3-1 per i rossazzurri). Il 24 marzo supera tale record realizzando il gol vittoria contro la Fiorentina; il 12 settembre successivo segna contro il Parma su rigore, rete che si rivelerà l'ultima con il Catania, totalizzando 61 gol in 235 partite fra campionato e Coppa Italia.

##### Napoli e Novara
Il 31 gennaio 2011, ultimo giorno della sessione invernale di calciomercato, viene acquistato a titolo definitivo dal Napoli per 1,2 milioni di euro, firmando un contratto fino al 2013. Indisponibile per la prima partita utile a causa di una squalifica, debutta in maglia azzurra il 6 febbraio 2011 nella partita interna contro il Cesena, nella quale subentra a Marek Hamšík al 74' e serve a José Ernesto Sosa l'assist per il definitivo 2-0. Il 17 febbraio esordisce a 31 anni nelle competizioni internazionali per club disputando dal primo minuto l'andata dei sedicesimi di finale di Europa League, pareggiata per 0-0 in casa contro gli spagnoli del Villarreal. Il 10 aprile 2011 segna il primo gol in maglia azzurra aprendo le marcature nella partita esterna contro il Bologna (0-2 il risultato finale). Conclude la sua prima stagione al Napoli con 3 gol in 14 presenze di campionato più 2 gettoni in Europa League.
Il 27 settembre 2011 debutta in Champions League nella seconda partita della fase a gironi vinta per 2-0 al San Paolo contro gli spagnoli del Villarreal, precisamente entrando in campo al 79' al posto di Marek Hamšík. L'esperienza in maglia azzurra dura circa un anno, nella quale colleziona 25 presenze e 4 reti tra campionato e coppe.
L'11 gennaio 2012 viene acquistato a titolo definitivo e gratuito dal Novara, firmando un contratto fino al 30 giugno 2014. Esordisce con la maglia azzurra alla prima partita utile, nella 18ª giornata di campionato disputata il 15 gennaio seguente persa contro il Cesena per 3-1 in trasferta. Segna la prima rete col Novara in Novara-Chievo Verona (1-2) della 21ª giornata, ripetendosi contro Genoa e Lazio in due fra le 15 partite stagionali che disputa coi piemontesi, chiudendo la stagione con la retrocessione.
Il 5 luglio 2012 la società annuncia ufficialmente la rescissione consensuale del contratto del giocatore.

##### L'esperienza a Dubai
Dopo aver risolto il vincolo contrattuale con il Novara, firma un biennale con l'Al-Nasr dove ritrova Walter Zenga, già suo tecnico ai tempi del Catania, esordendo il 24 settembre 2012.
Il 5 ottobre 2012, nella partita contro l'Al Shabab segna la sua prima doppietta nel campionato emiratino. Quando Zenga lascia la squadra, Mascara decide di rescindere il contratto con la squadra di Dubai e fa ritorno in Italia.

##### Ultimi anni e ritiro
Il 13 agosto 2013 firma un biennale con il Pescara, in Serie B, tornando così a giocare nel campionato italiano. In riva all'Adriatico colleziona 27 presenze e 4 reti.
Dopo aver rescisso il contratto con la società biancazzurra, il 26 luglio 2014 firma con il Siracusa, nel campionato di Eccellenza Sicilia, in cui contribuisce a riportare gli aretusei in serie D. Il 15 dicembre 2015 lascia il club azzurro per motivi personali. A gennaio passa poi allo Scordia, sempre in Serie D, disputando 17 gare e segnando 9 reti. L'esperienza termina dopo sei mesi, al termine dei quali si ritira dal calcio giocato.

#### Nazionale
Il 6 giugno 2009, a 29 anni, esordisce in Nazionale con il tecnico Marcello Lippi, nella partita amichevole Italia-Irlanda del Nord (3-0) disputata all'Arena Garibaldi-Romeo Anconetani di Pisa; prima di allora nessun giocatore del Catania aveva mai vestito l'azzurro della Nazionale maggiore. Mascara viene impiegato da titolare in un tridente d'attacco con Giuseppe Rossi, a cui servirà l'assist della prima rete, e Giampaolo Pazzini, venendo sostituito da Pasquale Foggia dopo la fine del primo tempo.

### Allenatore

#### Gli inizi
Il 2 gennaio 2016, dopo essere stato tesserato, sempre in Serie D, decide di ritirarsi a fine stagione dopo l'avventura allo Scordia, accettando il ruolo di tecnico, offerto dal Catania, per allenare la squadra dei giovanissimi under 15 per la stagione 2016-2017.
Il 7 settembre 2017 supera con esito positivo l'esame da allenatore di seconda categoria UEFA A per allenare fino alla Serie C.

#### Giarre e Sancataldese
Nell'ottobre dello stesso anno diventa il nuovo allenatore del Giarre, militante nel girone B dell'Eccellenza Sicilia 2017-2018, concludendo con un settimo posto finale in classifica.
Terminata la stagione con i gialloblù, il 19 giugno 2018 viene ufficializzato il suo ingaggio alla Sancataldese, militante in Serie D nel girone I, per la nuova annata 2018-2019, succedendo a Rosario Marcenò.
Il 13 dicembre 2018 termina la sua esperienza in verdeamaranto rassegnando le dimissioni.

#### Biancavilla e Troina
Nell'ottobre 2019 diventa il nuovo allenatore del Biancavilla, squadra di Serie D, subentrando a Orazio Pidatella, esonerato per essersi rifiutato di far giocare il nipote del presidente della società.
Riesce a guidare la squadra verso una tranquilla salvezza, nonostante il campionato sia stato successivamente interrotto, poi in maniera definitiva, a causa della pandemia di COVID-19 in Italia.
Il 28 dicembre 2020, in seguito all'esonero di Ezio Raciti, assume la guida del Troina, nel girone I di Serie D, ottenendo un'altra salvezza. A fine stagione non viene confermato.

#### Siracusa, Comiso e Real Aci
Il 20 settembre 2021 viene ufficializzato come nuovo allenatore del Siracusa, formazione militante nel campionato di Eccellenza, al posto del dimissionario Roberto Regina. Si tratta di un ritorno, stavolta da allenatore. Al termine del campionato, dopo aver condotto la squadra al quinto posto in classifica, viene confermato per la stagione 2022-2023, ancora una volta nella massima categoria regionale. Il 24 ottobre 2022, all'indomani della sconfitta contro lo Jonica, viene sollevato dall'incarico con la squadra sesta in classifica e con 12 punti raccolti dopo 7 giornate.
Il 9 luglio 2023 viene annunciato come nuovo allenatore del Comiso;  esperienza che non inizia nemmeno, perché dopo neanche dieci giorni annuncia che non sarà più il tecnico verdearancio, a causa della non iscrizione della squadra nel campionato di Eccellenza 2023-24.
Il 29 febbraio 2024 viene ufficializzato come nuovo allenatore del Real Aci, società acese capolista nella classifica del girone C del torneo di Promozione. Il 12 aprile seguente, con la squadra scivolata al terzo posto e costretta ai playoff, viene sollevato dall'incarico.

#### Novara
Il 18 luglio 2024, Mascara viene ufficialmente ingaggiato come nuovo allenatore della squadra Primavera del Novara, in cui torna dopo 13 anni firmando un contratto biennale. Il 1º aprile 2025 diventa l'allenatore della prima squadra subentrando all'esonerato Giacomo Gattuso terminando la stagione all’11º posto a un punto dai play-off, dopo una disatrosa partita con la Triestina terminata ben 6-0 per i triestini. A fine stagione viene sostituito da Andrea Zanchetta.

## Statistiche

### Presenze e reti nei club
| Stagione             | Squadra              | Campionato           | Campionato | Campionato | Coppe nazionali | Coppe nazionali | Coppe nazionali | Coppe continentali | Coppe continentali | Coppe continentali | Altre coppe | Altre coppe | Altre coppe | Totale | Totale |
| Stagione             | Squadra              | Comp                 | Pres       | Reti       | Comp            | Pres            | Reti            | Comp               | Pres               | Reti               | Comp        | Pres        | Reti        | Pres   | Reti   |
| -------------------- | -------------------- | -------------------- | ---------- | ---------- | --------------- | --------------- | --------------- | ------------------ | ------------------ | ------------------ | ----------- | ----------- | ----------- | ------ | ------ |
| 1995-1996            | Ragusa               | CND                  | 1          | 0          | -               | -               | -               | -                  | -                  | -                  | -           | -           | -           | 1      | 0      |
| 1996-1997            | Ragusa               | CND                  | 28         | 5          | -               | -               | -               | -                  | -                  | -                  | -           | -           | -           | 28     | 5      |
| Totale Ragusa        | Totale Ragusa        | Totale Ragusa        | 29         | 5          |                 | -               | -               |                    | -                  | -                  |             | -           | -           | 29     | 5      |
| 1997-1998            | Battipagliese        | C1                   | 5          | 0          | -               | -               | -               | -                  | -                  | -                  | -           | -           | -           | 5      | 0      |
| 1998-1999            | Battipagliese        | C1                   | 17         | 1          | -               | -               | -               | -                  | -                  | -                  | -           | -           | -           | 17     | 1      |
| 1999-2000            | Battipagliese        | C2                   | 26         | 9          | CI-C            | 0               | 0               | -                  | -                  | -                  | -           | -           | -           | 26     | 9      |
| Totale Battipagliese | Totale Battipagliese | Totale Battipagliese | 48         | 10         |                 | 0               | 0               |                    | -                  | -                  |             | -           | -           | 48     | 10     |
| 2000-2001            | Avellino             | C1                   | 29+2       | 16+1       | CI              | 3               | 2               | -                  | -                  | -                  | -           | -           | -           | 34     | 19     |
| ago. 2001            | Salernitana          | B                    | 1          | 1          | CI              | 2               | 1               | -                  | -                  | -                  | -           | -           | -           | 3      | 2      |
| 2001-2002            | Palermo              | B                    | 21         | 6          | CI              | -               | -               | -                  | -                  | -                  | -           | -           | -           | 21     | 6      |
| 2002-gen. 2003       | Palermo              | B                    | 17         | 2          | CI              | 3               | 2               | -                  | -                  | -                  | -           | -           | -           | 20     | 4      |
| Totale Palermo       | Totale Palermo       | Totale Palermo       | 38         | 8          |                 | 3               | 2               |                    | -                  | -                  |             | -           | -           | 41     | 10     |
| gen.-giu. 2003       | Genoa                | B                    | 13         | 2          | CI              | -               | -               | -                  | -                  | -                  | -           | -           | -           | 13     | 2      |
| ago. 2003            | Genoa                | B                    | 0          | 0          | CI              | 1               | 0               | -                  | -                  | -                  | -           | -           | -           | 1      | 0      |
| Totale Genoa         | Totale Genoa         | Totale Genoa         | 13         | 2          |                 | 1               | 0               |                    | -                  | -                  |             | -           | -           | 14     | 2      |
| 2003-2004            | Catania              | B                    | 41         | 13         | CI              | -               | -               | -                  | -                  | -                  | -           | -           | -           | 41     | 13     |
| 2004-2005            | Perugia              | B                    | 37+4       | 4+2        | CI              | 3               | 1               | -                  | -                  | -                  | -           | -           | -           | 44     | 7      |
| 2005-2006            | Catania              | B                    | 36         | 14         | CI              | 0               | 0               | -                  | -                  | -                  | -           | -           | -           | 36     | 14     |
| 2006-2007            | Catania              | A                    | 28         | 6          | CI              | 0               | 0               | -                  | -                  | -                  | -           | -           | -           | 28     | 6      |
| 2007-2008            | Catania              | A                    | 35         | 4          | CI              | 6               | 1               | -                  | -                  | -                  | -           | -           | -           | 41     | 5      |
| 2008-2009            | Catania              | A                    | 34         | 12         | CI              | 1               | 0               | -                  | -                  | -                  | -           | -           | -           | 35     | 13     |
| 2009-2010            | Catania              | A                    | 34         | 8          | CI              | 1               | 1               | -                  | -                  | -                  | -           | -           | -           | 35     | 9      |
| 2010-gen. 2011       | Catania              | A                    | 18         | 1          | CI              | 1               | 0               | -                  | -                  | -                  | -           | -           | -           | 19     | 1      |
| Totale Catania       | Totale Catania       | Totale Catania       | 226        | 58         |                 | 9               | 2               |                    | -                  | -                  |             | -           | -           | 235    | 60     |
| gen.-giu. 2011       | Napoli               | A                    | 14         | 3          | CI              | 0               | 0               | UEL                | 2                  | 0                  | -           | -           | -           | 16     | 3      |
| 2011-gen. 2012       | Napoli               | A                    | 7          | 1          | CI              | -               | -               | UCL                | 2                  | 0                  | -           | -           | -           | 9      | 1      |
| Totale Napoli        | Totale Napoli        | Totale Napoli        | 21         | 4          |                 | 0               | 0               |                    | 4                  | 0                  |             | -           | -           | 25     | 4      |
| gen.-giu. 2012       | Novara               | A                    | 15         | 3          | CI              | 0               | 0               | -                  | -                  | -                  | -           | -           | -           | 15     | 3      |
| 2012-2013            | Al-Nasr              | PL                   | 22         | 13         | EEC             | 5               | 1               | ACL                | 6                  | 0                  | -           | -           | -           | 33     | 14     |
| 2013-2014            | Pescara              | B                    | 27         | 4          | CI              | 1               | 0               | -                  | -                  | -                  | -           | -           | -           | 28     | 4      |
| 2014-2015            | Siracusa             | E                    | 24         | 14         | -               | -               | -               | -                  | -                  | -                  | -           | -           | -           | 24     | 14     |
| 2015-gen. 2016       | Siracusa             | D                    | 7          | 0          | CI-SD           | 0               | 0               | -                  | -                  | -                  | -           | -           | -           | 7      | 0      |
| gen-giu. 2016        | Scordia              | D                    | 17         | 9          | CI-SD           | 0               | 0               | -                  | -                  | -                  | -           | -           | -           | 17     | 9      |
| Totale carriera      | Totale carriera      | Totale carriera      | 532        | 137        |                 | 26              | 10              |                    | 10                 | 0                  |             | -           | -           | 570    | 150    |

### Cronologia presenze e reti in nazionale
| Cronologia completa delle presenze e delle reti in nazionale ― Italia | Cronologia completa delle presenze e delle reti in nazionale ― Italia | Cronologia completa delle presenze e delle reti in nazionale ― Italia | Cronologia completa delle presenze e delle reti in nazionale ― Italia | Cronologia completa delle presenze e delle reti in nazionale ― Italia | Cronologia completa delle presenze e delle reti in nazionale ― Italia | Cronologia completa delle presenze e delle reti in nazionale ― Italia | Cronologia completa delle presenze e delle reti in nazionale ― Italia |
| Data                                                                  | Città                                                                 | In casa                                                               | Risultato                                                             | Ospiti                                                                | Competizione                                                          | Reti                                                                  | Note                                                                  |
| --------------------------------------------------------------------- | --------------------------------------------------------------------- | --------------------------------------------------------------------- | --------------------------------------------------------------------- | --------------------------------------------------------------------- | --------------------------------------------------------------------- | --------------------------------------------------------------------- | --------------------------------------------------------------------- |
| 6-6-2009                                                              | Pisa                                                                  | Italia                                                                | 3 – 0                                                                 | Irlanda del Nord                                                      | Amichevole                                                            | -                                                                     | 46’                                                                   |
| Totale                                                                |                                                                       | Presenze                                                              | 1                                                                     |                                                                       | Reti                                                                  | 0                                                                     |                                                                       |

### Statistiche da allenatore
Statistiche aggiornate al 25 aprile 2025.
| Stagione        | Squadra         | Campionato      | Campionato | Campionato | Campionato | Campionato | Coppe nazionali | Coppe nazionali | Coppe nazionali | Coppe nazionali | Coppe nazionali | Coppe continentali | Coppe continentali | Coppe continentali | Coppe continentali | Coppe continentali | Altre coppe | Altre coppe | Altre coppe | Altre coppe | Altre coppe | Totale | Totale | Totale | Totale | % Vittorie | Piazzamento |
| Stagione        | Squadra         | Comp            | G          | V          | N          | P          | Comp            | G               | V               | N               | P               | Comp               | G                  | V                  | N                  | P                  | Comp        | G           | V           | N           | P           | G      | V      | N      | P      | %          | Piazzamento |
| --------------- | --------------- | --------------- | ---------- | ---------- | ---------- | ---------- | --------------- | --------------- | --------------- | --------------- | --------------- | ------------------ | ------------------ | ------------------ | ------------------ | ------------------ | ----------- | ----------- | ----------- | ----------- | ----------- | ------ | ------ | ------ | ------ | ---------- | ----------- |
| ott. 2017-2018  | Giarre          | Ecc.            | 23         | 11         | 5          | 7          | CI-Ecc.         | -               | -               | -               | -               | -                  | -                  | -                  | -                  | -                  | -           | -           | -           | -           | -           | 23     | 11     | 5      | 7      | 47,83      | Sub., 7º    |
| lug.-dic. 2018  | Sancataldese    | D               | 15         | 5          | 3          | 7          | CI-D            | 1               | 0               | 1               | 0               | -                  | -                  | -                  | -                  | -                  | -           | -           | -           | -           | -           | 16     | 5      | 4      | 7      | 31,25      | Dimis.      |
| ott. 2019-2020  | Biancavilla     | D               | 20         | 6          | 4          | 10         | CI-D            | -               | -               | -               | -               | -                  | -                  | -                  | -                  | -                  | -           | -           | -           | -           | -           | 20     | 6      | 4      | 10     | 30,00      | Sub., 10°   |
| dic. 2020-2021  | Troina          | D               | 28         | 8          | 8          | 12         | -               | -               | -               | -               | -               | -                  | -                  | -                  | -                  | -                  | -           | -           | -           | -           | -           | 28     | 8      | 8      | 12     | 28,57      | Sub., 15°   |
| set. 2021-2022  | Siracusa        | Ecc.            | 24         | 12         | 9          | 3          | CI-Ecc.         | 4               | 2               | 1               | 1               | -                  | -                  | -                  | -                  | -                  | -           | -           | -           | -           | -           | 28     | 14     | 10     | 4      | 50,00      | Sub., 5°    |
| giu.-ott. 2022  | Siracusa        | Ecc.            | 7          | 4          | 0          | 3          | CI-Ecc.         | 4               | 4               | 0               | 0               | -                  | -                  | -                  | -                  | -                  | -           | -           | -           | -           | -           | 11     | 8      | 0      | 3      | 72,73      | Eson.       |
| Totale Siracusa | Totale Siracusa | Totale Siracusa | 31         | 16         | 9          | 6          |                 | 8               | 6               | 1               | 1               |                    | -                  | -                  | -                  | -                  |             | -           | -           | -           | -           | 39     | 22     | 10     | 7      | 56,41      |             |
| feb.-apr. 2024  | Real Aci        | Prom.           | 4          | 2          | 1          | 1          | CI-Prom.        | -               | -               | -               | -               | -                  | -                  | -                  | -                  | -                  | -           | -           | -           | -           | -           | 4      | 2      | 1      | 1      | 50,00      | Sub., Eson. |
| mar.-giu. 2025  | Novara          | C               | 4          | 2          | 1          | 1          | CI-C            | -               | -               | -               | -               | -                  | -                  | -                  | -                  | -                  | -           | -           | -           | -           | -           | 4      | 2      | 1      | 1      | 50,00      | Sub., 11°   |
| Totale carriera | Totale carriera | Totale carriera | 125        | 50         | 31         | 44         |                 | 9               | 6               | 2               | 1               |                    | -                  | -                  | -                  | -                  |             | -           | -           | -           | -           | 134    | 56     | 33     | 45     | 41,79      |             |

## Palmarès

### Giocatore

#### Club

##### Competizioni regionali
- Eccellenza Sicilia: 1

Siracusa: 2014-2015 (girone B)